# Rat Island (ö i Saint Lucia)
Rat Island är en ö i Saint Lucia. Den ligger i kvarteret Castries, i den norra delen av landet. På ön finns skog och en byggnad.